# Pelle Bergendahl
Per Erik Olof "Pelle" Bergendahl, född 31 oktober 1935 i Vasa församling, Göteborg, död 15 februari 2006 på Orust, Västra Götalands län (Bohuslän), var en svensk journalist och programledare i radio och tv.
Bergendahl blev känd på 1970-talet som debattledare i tv, bland annat i TV-programmet Kvällsöppet. Han var även chef för Sveriges Radio Göteborg. I slutet på 1980-talet startade han ett eget företag med inriktning på debatt och mediaträning. 
Efter studentexamen 1957 anställdes Bergendahl på Göteborgs-Posten 1959, där han blev redaktionssekreterare 1963. 
1967 anlitades Bergendahl som lektor i praktisk journalistik vid Journalisthögskolan i Göteborg. 1969 blev han redaktionssekreterare vid Sveriges Radios nyhetsredaktion i Göteborg, regionalradio- och Ekoredaktionen, och 1973 blev han reporter vid Sveriges Televisions nyhetsredaktion i Göteborg för Aktuellt, Rapport och Västnytt. Han anställdes 1975 som programledare och producent för Kvällsöppet samt en rad andra debatt- och samhällsprogram från Göteborg. 1980-1981 var han programledare för Studio S i TV1. 1982-1988 var Bergendahl chef för Radio Göteborg (Sveriges Radio), som då startade sändningar i egen P4-kanal. 
1988 startade han eget företag med inriktning på massmedieträning, intervjuträning, massmedieutbildning, konsultverksamhet, videoproduktion, debattledning, hearings, estradsamtal, samhällsdebatt och kåserimaterial för press, radio och TV samt krisledarutbildning.  
Bergendahl avled i sitt hem på Orust.
Pelle Bergendahl är begravd på Västra kyrkogården, Göteborg.